# Vallon-sur-Gée

Vallon-sur-Gée este o comună în departamentul Sarthe, Franța. În 2009 avea o populație de 831 de locuitori.